# Darja Sajfutdinova
Darja Sajfutdinova (* 3. Mai 1997 in Nowosibirsk, Russland) ist eine ehemalige deutsche rhythmische Sportgymnastin russischer Herkunft.
Sajfutdinova trainierte von 2011 bis am Bundesstützpunkt in Fellbach und ist Mitglied des TSV Schmiden.

## Laufbahn

### Juniorenbereich
Noch für den TV Wattenscheid 01 RSG startend, nahm Darja Sajfutdinova im Jahr 2010 erstmals an Deutschen Juniorenmeisterschaften teil und wurde in der Altersklasse der Dreizehnjährigen zweite im Mehrkampf.
In den Gerätefinals mit Seil und Ball belegte sie ebenfalls den zweiten Platz und mit den Keulen den dritten Platz. Mit dem Reifen wurde sie Deutsche Jugendmeisterin.
2011 war Sajfutdinova zunächst Teil der Juniorengruppe der RSG Rhein Ruhr, die die nationale Qualifikation zur Junioreneuropameisterschaft gewann, wurde dann aber durch Lea Godejohann aus Schwerin ersetzt.
Im Sommer 2011 wechselte Darja Sajfutdinova dann aus Bochum-Wattenscheid an den Bundesstützpunkt in Fellbach-Schmiden bei Stuttgart.

### Seniorenbereich
Seit 2013 startete Darja Sajfutdinova im Seniorenbereich und konnte bei ihrer ersten Deutschen Meisterschaft im Mehrkampf sowie in den Gerätefinals mit Ball und Band die Bronzemedaille erringen. Mit den Keulen wurde sie außerdem vierte und mit dem Reifen deutsche Vizemeisterin.
Für die deutsche Nationalmannschaft startete sie beim World-Cup Turnier im italienischen Pesaro, wo sie Rang 33 belegte. Bei den Berlin Masters, die ein Wettkampf der Grand Prix Serie sind, kam sie auf Platz 17.
Am 22. März 2014 nahm Sajfutdinova am World-Cup in Stuttgart teil. Da bei World Cup Turnieren pro Land nur zwei Gymnastinnen startberechtigt sind und diese Plätze von Jana Berezko-Marggrander und Laura Jung eingenommen wurden, turnte sie außer Konkurrenz.
Zwei Wochen später erreichte sie beim World-Cup in Lissabon Platz 25.
Bei den Deutschen Meisterschaften 2014 in Halle wurde Darja Sajfutdinova wie im Vorjahr Dritte im Mehrkampf, mit dem Ball und dem Band. Mit den Keulen belegte sie Rang 7, mit dem Reifen Rang 4.
Am World Cup in Sofia im August 2014 nahm Sajfutdinova erstmals als Mitglied der Nationalmannschaft Gruppe teil und belegte mit Judith Hauser, Anastasija Khmelnytska, Daniela Potapova und Rana Tokmak im Mehrkampf Platz neun, im Finale mit zehn Keulen Platz sieben und mit drei Bällen und zwei Bändern Rang acht. Die Weltmeisterschaften 2014 in Izmir schloss die Gruppe wie im Jahr zuvor mit Rang neun im Mehrkampf und Rang sieben mit den Keulen ab. 2015 verpasste die Gruppe bei den Weltmeisterschaften die direkte Olympiaqualifikation. Wegen Hüftproblemen konnte Sajfutdinova die entscheidende Olympiaqualifikation Anfang 2016 nicht bestreiten und beendete daraufhin ihre Karriere.